# Sanluri
Sanluri, en sardo y cooficialmente Seddori, es un municipio de Italia de 8.566 habitantes en la provincia de Cerdeña del Sur, región de Cerdeña. Hasta 2016, junto con Villacidro, fue la capital de la provincia del Medio Campidano.
En 1409 tropas aragonesas y sardas se enfrentaron en la ciudad durante las guerras por el control de la isla. El enfrentamiento fue más concretamente entre los sardos que se aliaron con los genoveses y Martín el Joven, rey de Sicilia y heredero de la corona de Aragón, donde reina su padre Martín I el Humano.

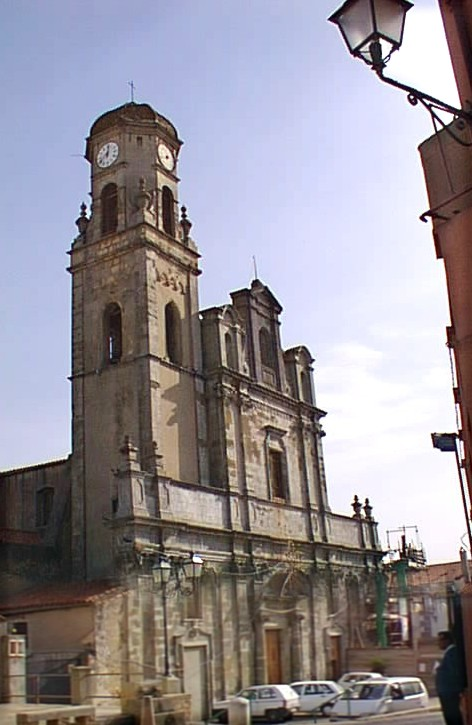
Iglesia parroquial de Nostra Signora delle Grazie.

## Evolución demográfica
| Gráfica de evolución demográfica de Sanluri entre 1861 y 2001 |
|                                                               |
| Fuente ISTAT - Elaboración gráfica de Wikipedia               |